# Agnotologie
L’agnotologie est l'étude de la production culturelle de l'ignorance et du doute. Cette production peut être délibérée ou involontaire. L’exemple le plus connu est la stratégie de l'industrie du tabac qui a soutenu des études scientifiques biaisées afin de jeter le doute sur la nocivité du tabac.
Dépassant le monde économique et ses intérêts financiers, la fabrique du doute et les attaques contre la science on été reprises par les milieux et centres de réflexions conservateurs et libertariens au service du pouvoir républicain aux États-Unis, au coeur de l'état, à partir de 2016.
L'agnotologie est une discipline scientifique aux confins de la philosophie, de la sociologie et de l'histoire des sciences dont l'objet est l'étude des moyens mis en œuvre pour produire, préserver et propager l'ignorance, mais aussi l'étude de l'ignorance elle-même.

## Étymologie
Le terme a été créé par l'historien des sciences Robert N. Proctor en 1992,,. Il est inspiré du mot grec ἀγνῶσις / agnôsis : « ne pas savoir, ignorer ». Il a donné une visibilité nouvelle à un courant d'histoire des sciences, qui fait de l'ignorance elle-même un sujet d'étude,.

## Étude de la production de l'ignorance

### Concept
Plutôt que de demander, de manière classique, ce qu'est la science (question classique de l'épistémologie) ou quelles sont les conditions sociales et historiques de notre connaissance (question classique de la sociologie et l'histoire des sciences), Robert N. Proctor, historien du tabac, auteur de Cancer Wars: How Politics Shapes What we Know and Don't Know About Cancer de 1995, de Golden Holocaust, et éditeur de l’ouvrage collectif Agnotology, demande comment et pourquoi « nous ne savons pas ce que nous ne savons pas », alors même qu'une connaissance fiable et attestée est disponible. Selon cet auteur, l'agnotologie, étude de l'ignorance, explore aussi les pratiques qui permettent de produire le non-savoir :

« Cette notion englobe aussi la production culturelle d'ignorance — tout comme la biologie recouvre à la fois l'étude de la vie et la vie elle-même. Nous devons prendre conscience que l'ignorance n'est pas seulement un vide où verser du savoir, ni une frontière que la science n'a pas encore franchie. Il existe une sociologie de l'ignorance, une politique de l'ignorance ; elle a une histoire et une géographie — et elle a surtout des origines et des alliés puissants. La fabrication de l'ignorance a joué un rôle important dans le succès de nombreuses industries ; car l'ignorance, c'est le pouvoir. »

Il s'agit de voir l'ignorance non pas seulement comme une fatalité, ou comme une conséquence nécessaire des priorités de nos programmes de recherche, ou encore comme un échec partiel du système éducatif, comme le veut le modèle du « déficit » (deficit model), mais bien comme ignorance produite, que cette production soit intentionnelle ou non. Selon le premier volet, l'ignorance peut être créée de toutes pièces, par des stratégies de désinformation, de censure, de diversion ou bien entretenue par des stratégies de décrédibilisation de la science ou d'institutions scientifiques, par des acteurs individuels ou collectifs, qu'il s'agisse d'États, de fondations ou de groupes de pression.
Formuler la question de la production de l'ignorance ouvre des perspectives inédites partant d'un historique revisité dans des domaines aussi divers que la migration des savoirs des colonies vers les métropoles.
« Les héritages esclavagistes et coloniaux ont durablement structuré l’action publique dans le domaine de la santé au travail et de la santé environnementale conduisant à autoriser un produit que l’on savait extrêmement toxique et persistant après son interdiction dans tous les autres territoires »(Chlordécone aux Antilles françaises).
L'ignorance résulte aussi de différents types d’inégalités sociales qui fragilisent la capacité à débattre publiquement de certains enjeux en démocratie, elle a donc une dimension sociale et politique.

### Épistémologie féministe
L'épistémologie féministe de l'ignorance, conceptualisée par Nancy Tuana est très proche de l'agnotologie, les deux notions étant parfois confondues. Nancy Tuana a d'ailleurs écrit un des chapitres de l'ouvrage Agnotology, édité par Robert Proctor.  Les deux notions se distinguent par le fait que l'épistémologie féministe étudie la production de l'ignorance relative aux femmes (par exemple, concernant la sexualité féminine), et touche de nombreuses disciplines alors que l'agnotologie est plus spécifiquement centrée sur l'ignorance dans le domaine des sciences et techniques.
Robert Proctor s'est aussi entièrement « engagé en faveur de l’épistémologie féministe, notamment sur la question de savoir comment l’on pouvait à ce point exclure les femmes de la science »,.
Les inégalités hommes-femmes structurent le développement des connaissances concernant les corps, ceux des femmes étant délaissés par une science pendant longtemps restée une science masculine, productrice de différentes formes d’ignorance

## Instrumentalisation de la science

### Par l'industrie
On assiste depuis les dernières décennies du XXe siècle à une tentative d'instrumentalisation de la science pour la production de l'ignorance par certaines industries afin de poursuivre leurs intérêts.
Selon le médecin américain Stanton Glantz, « Plus les industries empêchent l'émergence d'un consensus scientifique, plus il leur est facile de lutter contre les poursuites judiciaires et contre la réglementation ». Selon le philosophe Mathias Girel, enseignant à l'École normale supérieure (ENS), pour l'industrie il faut « mobiliser de la science pour attaquer la science », certains s'appuient « sur la science de diversion »,. D'autres promeuvent une stratégie du doute.
Parmi ces industries on peut citer,  l'industrie du tabac,, l'industrie de l'amiante, les industries contribuant au réchauffement climatique en particulier les compagnies pétrolières,,,, l'industrie agroalimentaire pour l'utilisation de certains plastiquesavec les perturbateurs endocriniens,,,, l'industrie chimique pour la production et l'utilisation des phytosanitaires en agriculture par exemple le Glyphosate,,.
Les industriels, référencés ci-dessus par exemple, visent à critiquer les études scientifiques indépendantes qui documentent les effets nocifs d'un produit. Leur objectif est de créer l'impression d'un désaccord au sein de la communauté scientifique permettant aux firmes d'entretenir le doute et de retarder la prise de décision par les pouvoirs publics. En 2007 via un groupe d'influence baptisé SEPP (Science & Environmental Policy Project), créé un « anti-Giec » baptisé Non-governmental International Panel on Climate Change (NIPCC), soit en français  Groupe d'experts international non gouvernemental sur l'évolution du climat (NIPCC) selon le SEPP « pour répondre aux fausses affirmations de l'UN-IPCC et de ses partisans, qui prétendent, sans preuves tangibles, que l'utilisation de combustibles fossiles et le CO2 qui en résulte émissions, conduira à des catastrophes climatiques. Le Heartland Institute est un contributeur et un éditeur exceptionnel de ces rapports ». En 2019, le SEPP existait encore, dirigé par Thomas P. Sheahen, Ph.D. et présidé par Kenneth A. Haapala.
« Des recherches sur le biais de financement ont démontré que les études réalisées sous sponsor ont quatre à huit fois (90 pour le tabac) plus de chances de déboucher sur des conclusions favorables au produit du financeur qu'à celles effectuées sur fonds publics ou non commerciaux »

### Par des mouvements et pouvoirs politiques
Le marché des idées et de l'information est investi par des producteurs de vérités alternatives qui s'attaquent à la science en semant le doute.
Lors de la crise du covid, des pouvoirs ont délibérément ignoré des consensus scientifiques stabilisés face à des récits alternatifs à prétention scientifique. Une mobilisation sans précédent contre les mesures de santé publique a eu lieu dans de nombreux pays,. En France, durant cette crise, des scientifiques ont participé à ces discours alternatifs, dont Didier Raoult. La direction du CNRS déplorait « les prises de position publiques de certains scientifiques, souvent plus soucieux d’une éphémère gloire médiatique que de vérité scientifique, sur des sujets éloignés de leurs champs de compétences professionnelles comme par exemple sur la vaccination contre la Covid ».
La seconde administration Trump aux Etats Unis attaque les sciences du climat, les sciences sociales et l’université en général. Un processus « orwellien » contre les producteurs de connaissances est organisé. Des mots sont interdits dans les articles et publications scientifiques, demandes de subventions de recherches et organismes paraétatiques. Cette administration licencie des milliers de scientifiques, coupe les financements des chercheurs, des universités, des agences indépendantes, ce qui fragilise tous ceux qui ne veulent pas se conformer à l'ignorance propagée et aux intérêts économiques, politiques ou sociaux du pouvoir en place,,,,.
Il existe des stratégies de politisation de la science. On relève, par exemple, les tentatives de remettre en cause la responsabilité de l’homme dans le changement climatique à rebour du diagnostique scientifique actuel.
Les chercheurs doivent être protégés dans leurs libertés académiques sur leur domaine de compétence même si cela s'oppose à des positions politiques. En contrepoint en France, la direction du CNRS alerte contre l’abus de position scientifique, lorsque le sujet n’est pas de la compétence professionnelle du chercheur. Elle appelle par ailleurs à bien distinguer des prises de positions controversées, résultant d'un débat entre scientifiques, des mensonges factuels qu'il convient de dénoncer.

## Étude de l'ignorance
L'agnotologie se réfère aussi à l'étude de l'ignorance dans un sens plus général. Dans son ouvrage, Robert Proctor distinguait deux autres catégories d'ignorance en plus de l'ignorance produite, à savoir l'ignorance comme une question posée et encore irrésolue, et l'ignorance qui résulte de l'absence d'étude d'un sujet. Dans le premier cas, l'ignorance peut être un moteur pour la recherche scientifique. Dans le second cas, elle n'est pas forcément due à une volonté délibérée d'ignorer mais peut découler de l'évolution des centres d'intérêt des chercheurs.
Une conceptualisation des ignorances et de leur gestion intellectuelle a été entreprise dans Les ignorances des savants, par Roger Lenglet et Théodore Ivainer.
Les mécanismes de fabrication culturelle de l’ignorance sont également à l'œuvre dans un certain nombre de discours critiques envers des politiques publiques et peuvent rejoindre ce que certains appellent le « complotisme ». De tels mécanismes ont été particulièrement saillants durant la pandémie de Covid-19.

### Vidéos
- « La fabrique de l'ignorance », sur Internet Movie Database, 2020.
- Franck Cuvelier et Pascal Vasselin, « La fabrique de l'ignorance », sur Arte, 2021, 1 h 37 min, 2 109 255 vues au 11 mars 2020.
- Mads Ellesøe, « Le lobby climatosceptique », sur Arte.tv, 2020, 53 min.

### Émissions de radio
- Ruth Stégassy, « Terre à terre: Lobbying et régulations 3 : La fabrication de l'ignorance », sur France Culture, décembre 2015
- Franck Cuveillier, « Agnotologie : la mécanique de l'ignorance », sur France Culture, avril 2018.